# Upland
Upland je město ve Spojených státech amerických. Nachází se v okrese San Bernardino County ve státě Kalifornie. Ve městě žije  obyvatel a jeho rozloha činí . Město leží na hranici s Los Angeles County. V minulosti neslo město název North Ontario. Je součásti regionu zvaného Inland Empire, leží na úpatí pohoří San Gabriel.

## Doprava
Městem prochází California State Route 83.

## Rodáci
- Carlos Bocanegra (* 1979) – americký fotbalista

## Partnerská města
- Rural City of Mildura, Austrálie